# شاکی نوکه

قریه غلنه ده - شاکی نوکه، با نمایی از کوه شار در پشت سر آن

قریه غار- شاکی نوکه

قلعه نوکه - شاکی نوکه، پیش از تخریب

ساحه باستانی گوهرگین در منطقه غارای شاکی نوکه

نمایی از کوه بوغند- شاکی نوکه

شاکی نوکه یکی از مناطق هزاره‌نشین در غرب ولسوالی قره‌باغ، ولایت غزنی در افغانستان است. این منطقه در مرز میان ولسوالی قره‌باغ و ولسوالی جاغوری قرار دارد و از نظر جغرافیایی، تاریخی و اجتماعی دارای اهمیت ویژه‌ای در منطقه است.

## جغرافیا
شاکی نوکه در آخرین نقطهٔ غرب ولسوالی قره‌باغ، شرق ولسوالی جاغوری، شمال و شمال‌غرب  قریه‌های تمکی،و غرب ناوهٔ نی‌قلعه، قرار دارد.
از شرق به دشت دبدی و قریه‌های عزیز، کوشه، بابه‌گک، قلندری و ده آخوند محدود می‌شود و در غرب، با قریه چوپانقول از نواحی شهرزادهٔ جاغوری و کوه باستانی سرشار که بنام سپدکوه نیز میشود، همسایه‌است. همچنین، از شمال با کوه بوغوند، و قریه جات ششیکه و بیک از جاغوری و کته غار و پیده از قره‌باغ، و از جنوب با ناوهٔ شهرزایده جاغوری مرز مشترک دارد. بخش عمده زمین های زراعتی این منطقه در دشت دبدی واقع گردیده است. جای که یگانه لیسه عالی این منطقه و مناطق همجوار همچون، شیشکه، شهرزایده و بیک از مربوطات ولسوالی جاغوری، شاکی نوکه، کته غار، پیده، عزیز، کوشه، بوسنه، ده آخند و گردن زاولی از مربوطات ولسوالی قره باغ در این دشت قرار دارد و بنام لیسه عالی ابوریحان بیرونی شناخته میشود.

## جمعیت و ترکیب اجتماعی
این منطقه متشکل از سه قریه به‌نام‌های غار، غلنه ده و نوکه است و حدود ۲۰۰ خانوار در آن زندگی می‌کنند. جمعیت آن بین ۱۵۰۰ تا ۲۰۰۰ نفر تخمین زده می‌شود. 
بخش قابل توجهی از جمعیت شاکی نوکه در نتیجهٔ مهاجرت به شهرهای کابل، غزنی، لشکرگاه، هرات، پلخمری، مزار شریف و همچنین کشورهای خارجی چون ایران، پاکستان، ترکیه، امارات متحده عربی، آلمان، کانادا، آمریکا، نیوزیلند، اندونزی، هند، عربستان سعودی، کویت، آذربایجان و سایر نقاط جهان پراکنده شده‌اند.

## بافت فرهنگی و تاریخی

منبر شاکی نوکه

ساکنان این منطقه از طوایف موسوم به چهاردسته و عمدتاً از اقوام املاک هستند. این منطقه در گذشته چهره‌های برجسته‌ای را در عرصه‌های علمی، فرهنگی، دینی، نظامی، سیاسی و هنری در سطح منطقه‌ای و ملی پرورش داده‌است که به محمد عزیزی - شاعر و نویسنده میتوان اشاره کرد.
برخی از این شخصیت‌ها همچنان شناخته‌شده‌اند، اما متأسفانه آثار فرهنگی و تاریخی برخی دیگر به دلیل گذشت زمان و کم‌توجهی نسل‌های بعدی از میان رفته‌است.

## وضعیت امنیتی
در سال‌های اخیر، منطقه شاکی نوکه مانند بسیاری از مناطق هزاره‌نشین افغانستان با چالش‌های امنیتی مواجه بوده است. گزارش‌ها حاکی از آن است که در برخی از این مناطق، زمین‌های کشاورزی میان اعضای طالبان توزیع می‌شود که این امر نگرانی‌هایی را در میان ساکنان بومی ایجاد کرده است.